# Алис (Тексас)
Алис (енгл. Alice) град је у америчкој савезној држави Тексас. По попису становништва из 2010. у њему је живело 19.104 становника.

## Демографија
Према попису становништва из 2010. у граду је живело 19.104 становника, што је 94 (0,5%) становника више него 2000. године.
| Група             | 2000.          | 2010.          |
| Белци             | 3.824 (20,1%)  | 2.545 (13,3%)  |
| Афроамериканци    | 164 (0,9%)     | 152 (0,8%)     |
| Азијати           | 143 (0,8%)     | 109 (0,6%)     |
| Хиспаноамериканци | 14.837 (78,0%) | 16.259 (85,1%) |
| Укупно            | 19.010         | 19.104         |